# Confessione di fede
Per confessione di fede s'intende l'affermazione, in forma più o meno articolata, da parte di una chiesa cristiana, di un raggruppamento di cristiani del contenuto della propria fede e delle sue implicazioni. L'esigenza di precisare e proclamare il contenuto della propria fede lo si ravvisa ogni qual volta si ritenga che forze ideologiche o culturali estranee (all'esterno o anche all'interno delle chiese) possano pregiudicare l'integrità della fede o dell'identità cristiana così com'è stata trasmessa. La confessione di fede, inoltre, come sintesi del contenuto della fede cristiana, assume pure una valenza didattica (prendendo la forma di catechismi) oppure formulando delle tesi e contro-tesi.

## Storia del termine
Nel Nuovo Testamento il termine ὁμολογὶα (homologia) può essere collegato nel senso di "confessione" all'Evangelo o alla fede; il verbo ὁμολογέω (homologeō) ha come oggetto sia la fede che il peccato. Sotto l'impatto della persecuzione, le necessità della patristica creano la figura del "confessore".
Nei primi secoli di storia del Cristianesimo, la Regula Fidei giocò un ruolo importante nella formulazione dei primi credo, a partire da quella apostolico e da quello niceno. La Regola Fidei era una insieme di verità di fede ritenute fondamentali dalla salvezza, tramandate oralmente e che dovevano essere credute vere da tutti i cristiani. La Regula Fidei non possedeva inizialmente una forma scritta sebbene la sua autorità fosse paragonabile a quella di un testo sacro scritto e il Credo niceno possa considerarsi un'espressione autorevole della Regular Fidei. Ippolito di Lione ( Adversus Haereses) affermò che esisteva una vera e sana interpretazione della Bibbia che aveva origine negli Apostoli ed era tramandata dalla successione apostolica contro gli eretici.
Mentre gli esempi più antichi del Simbolo degli apostoli, ancora in forma interrogativa, avevano nel II secolo un uso "confessionale" al momento del battesimo, l'inserimento di un credo dichiarativo nella liturgia sembra aver avuto luogo nel 473 quando Pietro Fullo, Patriarca di Antiochia (471-488) e aderente al monofisismo, introdusse il Credo di Nicea per confondere ciò che aveva richiesto il Concilio di Calcedonia. "Confessione" in questo senso dichiarativo include pure le formule protestanti ortodosse, di cui la Confessione di Augusta (1530) è il primo esempio.
Il verbo ἑξὁμολογέω (exomologeo) giunge poi a significare la confessione di peccato della comunità riunita (si veda Didaché 4,14; Prima lettera di Clemente 51,3). Nel tardo IV secolo il Giovanni Crisostomo indica la necessità della confessione di peccato pubblica prima del battesimo o dell'eucaristia. La confessione di peccato, specialmente nel senso ad auriculam ("nelle orecchie" del presbitero), è uno sviluppo medioevale che pure viene ad avere il suo ruolo nell'ambito della liturgia.
Nel Quarto concilio laterano del 1215 la confessione di peccato è resa obbligatoria almeno una volta l'anno, requisito per la partecipazione alla comunione.
Riepilogando:
1. Nella Chiesa antica confessio significava la professione di fede resa da un martire o "confessore" che aveva dovuto patire la persecuzione a causa della sua fede (si veda la Prima lettera a Timoteo 6,13[2]; Seconda lettera ai Corinzi 9,13[3]).
2. Il termine assume il significato di ferma dichiarazione di persuasioni religiose con o senza riferimento alla persecuzione.
3. Questa parola è pure usata per la tomba o sacello di un martire o confessore, ad es. la confessio di Pietro apostolo in Vaticano.
4. Il termine "confessione" ha anche un significato più generale ancora, cioè il senso dossologico, vale a dire di lode ed adorazione verso Dio.
5. La "confessione" è uno dei momenti del sacramento della penitenza, un sacramento delle Chiese cattoliche (cattolico-romana e vetero-cattoliche) e di altre chiese cristiane.

## Le confessioni di fede nel Protestantesimo
Dal secondo senso di "confessione", la dichiarazione di ciò che si crede, sorge l'uso del termine nelle chiese della Riforma, cioè professioni di fede per definire la fede in contrapposizione particolarmente al Cattolicesimo ma anche rispetto alle persuasioni dei gruppi settari. Nelle chiese della Riforma tali confessioni non erano intese come alternativa degli antichi credo ecumenici (ad esempio, il Simbolo degli apostoli o il credo niceno-costantinopolitano), ma come affermazioni di come i credo tradizionali dovevano essere compresi. Loro scopo era quello di rendere chiaro ciò che significa proclamare che "Gesù è il Signore", e mostrare come questa affermazione possa solo essere fatta alla luce della dottrina della giustificazione per fede. Si trattava di confessioni della chiesa e non di singoli teologi.
La prima confessione di questo tipo è la Confessione di Augusta del 1530 e, fra le ultime, la Confessione di fede di Westminster del 1643 che diventa il formulario della Chiesa di Scozia nel 1689.
I decreti del Concilio di Trento (1545-1563) possono essere intesi come una "risposta" confessionale del Cattolicesimo ai principi della Riforma protestante come enunciati dalle varie confessioni protestanti.
I Trentanove articoli di religione della comunione anglicana non sono una dichiarazione confessionale nel senso sopra delineato. Non erano tanto l'opera di teologi che definivano una posizione confessionale, quanto il tentativo di conciliare punti di vista confessionali diversi nell'interesse di un'unità ecclesiale complessiva. In ogni caso questi articoli non sono vincolanti per le diverse province della comunione anglicana.
Bisogna pure aggiungere che la Dichiarazione teologica di Barmen (1934), documento fondamentale della chiesa confessante tedesca, non è strettamente parlando una "confessione", dato che non cerca di distinguere una chiesa da un'altra, ma la fede cristiana dalla sua negazione.
Nel Protestantesimo si fa uso pure del termine Status confessionis per indicare quando una chiesa, in particolari contesti e circostanze, è costretta a confessare esplicitamente la propria fede per riaffermarla di fronte a ciò che la potrebbe pregiudicare.

## Elenco delle confessioni di fede

### Della chiesa antica
Le confessioni di fede della chiesa antica sono:
- la professione di fede di Mosè per il popolo eletto (Deur 26,4-10[4]): la liberazione divina dalla schiavitù d'Egitto e l'arrivo nella Terra Promessa;
- Il Credo o Simbolo degli apostoli
- Il Credo niceno-costantinopolitano
- La Formula calcedonese
- Il Credo quicumque o pseudo-atanasiano
- Il Credo di Aquileia.[5]

Anche l'Adversus haereses(II sec.) di sant'Ireneo contiene una professione di fede pressoché completa.

### Delle chiese luterane
Le confessioni di fede delle chiese luterane sono:
- La Confessione di Augusta (1530)
- L'Apologia della Confessione di Augusta (1531)
- Gli Articoli di Smalcalda (1537-1538)
- La Formula di concordia (1577)

### Delle chiese riformate
- I Sessantasette articoli (1523)
- Gli Articoli di Schletheim o "Accordo fraterno" (1527)
- Le Dieci tesi di Berna (1528)
- I Sedici articoli (1533)
- La Prima confessione di Basilea (1534)
- La Prima confessione elvetica (1536)
- La Tesi di Losanna (1536)
- La Confessione di Ginevra (1536)
- La Confessione di fede gallicana (1559)
- La Prima confessione scozzese (1560)
- La Confessione di fede belga (1561)
- La Catechismo di Heidelberg (1563)
- La Seconda confessione elvetica (1566)
- Gli Articoli di Lambeth del 1595
- Gli Articoli di religione irlandesi (1615)
- I canoni del Sinodo di Dordrecht (1632)
- La Confessione di fede di Westminster (1647)

### Dell'Islam
- La Shahada è la testimonianza di fede del musulmano

### Altre
- La Confessione di fede battista del 1689 detta anche Seconda Confessione di fede di Londra.
- La Confessione di fede di Philadelphia.
- La Dichiarazione di Savoy congregazionalista, 1646.
- La Confessione di fede valdese (1655).
- I Trentanove articoli di religione (1563).
- La Dichiarazione teologica di Barmen (1934).
- La Dichiarazione di Cambridge (1989).